# Donovan Richards
Donovan J. Richards is een Amerikaans politicus van de Democratische Partij. Sinds 2 december 2020 is hij borough president (stadsdeelvoorzitter) van Queens in de stad New York. Eerder was hij stafchef van gemeenteraadslid James Sanders jr. Toen deze lid werd van de Senaat van de staat New York werd Richards verkozen tot diens opvolger. Hij diende in de gemeenteraad van 2013 tot 2020 en was onder meer voorzitter van de commissie milieubescherming.
Vanessa Gibson (The Bronx) · Antonio Reynoso (Brooklyn) · Mark Levine (Manhattan) · Donovan Richards (Queens) · Vito Fossella (Staten Island)